# Emerald Lake (Indien)
Der Emerald Lake (englisch für „Smaragdsee“, Tamil எமரால்டு ஏரி Emarālṭu ēri) ist ein Binnengewässer bei Udagamandalam (Ooty) im indischen Bundesstaat Tamil Nadu.
Der Stausee befindet sich inmitten der Nilgiri-Berge. Südlich, durch die Staumauer begrenzt, befindet sich der Avalance Lake.